# Joan Benoit
Joan Benoit, Joan Benoit Samuelson, née le 16 mai 1957 à Cape Elizabeth dans le Maine, est une athlète américaine, pratiquant le marathon.

## Biographie
Bien que relativement inconnue, elle remporte le Marathon de Boston en 1979, compétition qu'elle remporte de nouveau en 1983.
Pour la première fois au programme olympique, le marathon des Athlétisme aux Jeux olympiques de 1984 à Los Angeles présente une liste impressionnante de candidates à la victoire : Grete Waitz, Rosa Mota et Ingrid Kristiansen. Joan Benoit opte pour une course dure: ses adversaires la laissent partir très tôt, pensant qu'elle va s'épuiser et qu'elles pourront la revoir plus tard dans la course. Malgré les conditions météo, une chaleur lourde et humide, elle ne baisse pas d'allure et termine avec 1 min 24 s devant la championne du monde en titre, la Norvégienne Grete Waitz
Elle remporte une nouvelle grande victoire avec le Marathon de Chicago 1985. Mais ensuite, en raison de plusieurs blessures, elle ne peut poursuivre sa carrière.
Après celle-ci, elle reste dans le milieu de l'athlétisme, en tant qu'entraîneur de cross et de course longue distance. Elle occupe également un poste de commentatrice sportive et a déjà organisé des événements sportifs.

## Palmarès

### Jeux olympiques
- Athlétisme aux Jeux olympiques de 1984 à Los Angeles
  -  médaille d'or du marathon.

### Marathon
- Vainqueur du Marathon de Boston 1979
- Vainqueur du Marathon de Boston 1983
- Vainqueur du Marathon de Chicago 1985